# Stefan Łozka
Stefan Łozka herbu własnego (zm. w 1608 roku) – marszałek mozyrski w 1590 roku, podczaszy kijowski w latach 1577–1590, wojski i poborca rzeczycki w 1578 roku, poborca województwa kijowskiego w 1589 i 1592 roku.
Poseł na sejm pacyfikacyjny  1589 roku z województwa kijowskiego, podpisał traktat bytomsko-będziński. W 1589 roku był sygnatariuszem ratyfikacji traktatu bytomsko-będzińskiego na sejmie pacyfikacyjnym. Jako wyznawca prawosławia był wybrany prowizorem przez protestancko-prawosławną konfederację wileńską w 1599 roku. 